# Lysimachia pendens
Lysimachia pendens är en viveväxtart som beskrevs av K.L. Marr. Lysimachia pendens ingår i släktet lysingar, och familjen viveväxter. Inga underarter finns listade i Catalogue of Life.